# Kabinett Buchanan
James Buchanan war der letzte Präsident der Vereinigten Staaten vor dem Ausbruch des Sezessionskrieges. In der Nachbetrachtung zahlreicher Historiker gilt er als einer der schwächsten Amtsinhaber, wozu vor allem seine passive Haltung angesichts des drohenden Krieges beitrug. Bei der Präsidentschaftswahl 1856 hatte er es als erster Demokrat mit einem republikanischen Gegner zu tun, wobei John C. Frémont immerhin bereits in elf Bundesstaaten eine Mehrheit erhielt. 1860 trat Buchanan nicht mehr an. Bis zum Jahr 1884 war er der letzte Kandidat der Demokraten, der zum Präsidenten gewählt wurde.
Das Kabinett war in der Frage der Sezession gespalten. Während manche Minister entschiedene Anhänger der Union waren, sympathisierte Innenminister Jacob Thompson mit den Südstaaten. Dies war ein Grund dafür, dass er im Januar 1861 von seinem Posten zurücktrat; ein Nachfolger bis zur Amtsübernahme des neuen Präsidenten Abraham Lincoln im März desselben Jahres wurde nicht mehr ernannt. Vizepräsident John C. Breckinridge, Finanzminister Howell Cobb und Kriegsminister John Buchanan Floyd bekleideten während des Sezessionskrieges hochrangige Offiziersposten in der Konföderiertenarmee. Im Gegensatz dazu kämpften Cobbs Nachfolger im Finanzministerium, John Adams Dix, und Joseph Holt, nach Floyd Kriegsminister, auf der Seite des Nordens.
Die Demokratische Partei war auch über die Frage der Sklaverei in Nord- und Süd-Demokraten gespalten. Nach den Halbzeitwahlen 1858 verblieben im Repräsentantenhaus größtenteils Südstaaten-Demokraten, die Buchanans Regierung unterstützten, während viele Nordstaaten-Demokraten ihre Sitze an Republikaner verloren.

## Mehrheit im Kongress
| Präsident                         | Präsident          | Kongress | Haus   | Haus    | Senat | Senat              | Gesamt | Gesamt             |
| --------------------------------- | ------------------ | -------- | ------ | ------- | ----- | ------------------ | ------ | ------------------ |
|                                   | James Buchanan (D) | 35.      |        | 133/237 |       | 41/66              |        | Unified government |
| 36.                               | James Buchanan (D) |          | 98/238 | 38/66   |       | Divided government |        |                    |
| Quelle: Repräsentantenhaus, Senat |                    |          |        |         |       |                    |        |                    |

## Das Kabinett
| Ressort / Amt                          | Amtsinhaber              | Partei | Partei           | Zeitraum  | Bild |
| -------------------------------------- | ------------------------ | ------ | ---------------- | --------- | ---- |
| Präsident der Vereinigten Staaten      | James Buchanan           |        | Demokrat (D)     | 1857–1861 |      |
| Vizepräsident der Vereinigten Staaten  | John Cabell Breckinridge |        | D                | 1857–1861 |      |
| Ministerämter                          |                          |        |                  |           |      |
| Außenminister der Vereinigten Staaten  | Lewis Cass               |        | D                | 1857–1860 |      |
| Außenminister der Vereinigten Staaten  | Jeremiah Sullivan Black  |        | D                | 1860–1861 |      |
| Finanzminister der Vereinigten Staaten | Howell Cobb              |        | D                | 1857–1860 |      |
| Finanzminister der Vereinigten Staaten | Philip Francis Thomas    |        | D                | 1860–1861 |      |
| Finanzminister der Vereinigten Staaten | John Adams Dix           |        | D                | 1861      |      |
| Kriegsminister der Vereinigten Staaten | John Buchanan Floyd      |        | D                | 1857–1860 |      |
| Kriegsminister der Vereinigten Staaten | Joseph Holt              |        | Republikaner (R) | 1860–1861 |      |
| Marineminister der Vereinigten Staaten | Isaac Toucey             |        | D                | 1857–1861 |      |
| Justizminister der Vereinigten Staaten | Jeremiah Sullivan Black  |        | D                | 1857–1860 |      |
| Justizminister der Vereinigten Staaten | Edwin McMasters Stanton  |        | D                | 1860–1861 |      |
| Postminister der Vereinigten Staaten   | Aaron Venable Brown      |        | D                | 1857–1859 |      |
| Postminister der Vereinigten Staaten   | Joseph Holt              |        | R                | 1859–1860 |      |
| Postminister der Vereinigten Staaten   | Horatio King             |        | D                | 1861      |      |
| Innenminister der Vereinigten Staaten  | Jacob Thompson           |        | D                | 1857–1861 |      |
| Innenminister der Vereinigten Staaten  | vakant                   |        |                  | 1861      |      |